# Stor-Grundsjön (Vilhelmina socken, Lappland)
Stor-Grundsjön är en sjö i Vilhelmina kommun i Lappland och ingår i Ångermanälvens huvudavrinningsområde. Sjön är 7,8 meter djup, har en yta på 1,23 kvadratkilometer och befinner sig 456 meter över havet.

## Delavrinningsområde
Stor-Grundsjön ingår i det delavrinningsområde (718951-155627) som SMHI kallar för Utloppet av Stor-Grundsjön. Medelhöjden är 475 meter över havet och ytan är 8,02 kvadratkilometer. Det finns inga avrinningsområden uppströms utan avrinningsområdet är högsta punkten. Vattendraget som avvattnar avrinningsområdet har biflödesordning 4, vilket innebär att vattnet flödar genom totalt 4 vattendrag innan det når havet efter 336 kilometer. Avrinningsområdet består mestadels av skog (50 procent) och sankmarker (32 procent). Avrinningsområdet har 1,23 kvadratkilometer vattenytor vilket ger det en sjöprocent på 15,3 procent.